# El regalo de la Pachamama
El regalo de la Pachamama es una película dramática de 2008 rodada en Bolivia, escrita y dirigida por Toshifumi Matsushita, un cineasta japonés, sobre el primer viaje de un niño quechua de 13 años junto a su padre y sobre su primer amor.

## Producción
La película El regalo de la Pachamama es el primer largometraje del director Toshifumi Matsushita. Cuando estaba en Bolivia estuvo tan encantado con el paisaje y su gente que decidió hacer una película. Escribió el guion y dirigió esta película producida por su empresa Dolphin Productions. Matsushita fue inspirado también por la película clásica La isla desnuda de 1960 de Kaneto Shindō, director de cine japonés.
La película El regalo de la Pachamama fue rodada con actores quechuas no profesionales de la región en quechua boliviano.

## Resumen de la trama
Kunturi (Christian Huayga), un niño quechua de 13 años, extrae junto a su padre Sauci (Francisco Gutierrez) la sal del Salar de Uyuni, mientras que sus abuelos en sus chacras cultivan quinoa. Kunturi acompaña a Sauci en el viaje por “la senda de la Sal” en Bolivia con llamas cargadas de sal para trocarla por alimentos y otros productos, que es el primer viaje en la vida de Kunturi, motivado por la muerte de su abuela. En San Pedro de Macha, un lugar santo para los quechuas de la región, participan en una fiesta con peleas tradicionales (tinku) y donde ofrendan a la Pachamama. Conoce a una chica y se enamoran.

## Recepción
La película El regalo de la Pachamama fue presentada en más de 15 países, así en la Muestra Internacional de Cine de São Paulo, el Festival Internacional de Cine de Montreal y el Festival Internacional de Cine de Vancouver en 2008 y el Festival Internacional de Cine de Río de Janeiro en 2009. Obtuvo el Premio de la Audiencia 2009 en el Festival de Cine Latino de Nueva York y el Premio de Crítica en el Festival de Cine Cero Latitud en Ecuador. Según el director de fotografía, Guillermo Ruiz, El regalo de la Pachamama, “se podría decir que es una película poética donde se resalta la luz, el amor y el silencio del altiplano”.